# とっとこハム太郎の登場人物
とっとこハム太郎の登場人物は、テレビ東京系列局などで放送されているテレビアニメ（劇場版も含む）『とっとこハム太郎』に登場する、キャラクターの一覧。
- 第1期第1シーズン→第1話 - 第113話
- 第1期第2シーズン→第114話 - 第193話
- 第2期第3シーズン（はむはむぱらだいちゅ！）→第194話 - 第244話
- 第2期第4シーズン（はむはむぱらだいちゅ！）→第245話 - 第296話

## ハムスター

### ハムちゃんず
ハム太郎を含む下記のハムスターのことを指す。くるりんちゃんなど他のハムスターからも一まとめの集団として呼ばれるほか、同じハムちゃんず内のラピスちゃんなども言うことがあるほか、自己紹介として彼ら自身からも言うことがある。基本的に下記のハムスターで行動しているが、毎回全員が揃うわけではなく、主人公のハム太郎やこうしくん、タイショーくん、リボンちゃんはほぼ毎話出てくるのに対し、かぶるくん、パンダくんのように出番が少なく、トンガリくんもハムちゃんずに含まれるが、普段は別行動しているため、出番は少なめ。また第2期で初登場したラピスちゃんとラズリーちゃんは『とっとこハム太郎 は〜い』では登場しない。
人間に関する時事はわずかにのっぽくんとまいどくんが知っている程度で、疎い。基本どのハムスターにも友好的に接するが、くるりんちゃんなど身分の高いハムスターに対しては悪気はないものの、一緒に遊んでもらっていると勘違いしている部分もあり、彼女らにとっては彼らのペースに振り回されたりと面倒くさい集団だと思われているところがある。
原作絵本『ハムちゃんずでございまちゅ』では、ハムちゃんず（原作キャラクター）は86匹存在する。
原作が再始動してからは、ラピスちゃんやラズリーちゃん、ロコちゃんなどのアニメオリジナルキャラクターは公式サイトからオミットされ、アニメオリジナル要素もオミットされ、アニメの「長老ハム」は原作の「ハムじい」、「おハムばあさん」は「ハムばあ」など原作準拠の表記、デザインになっている。
ハム太郎（ハムたろう）
声 - 長沢直美（パイロット版）→間宮くるみ（アニメ版）

主人公。神奈川県横浜市港南区に住んでいるロコちゃんが飼っているハムスター。本名は「はるな ハム太郎」。身長8.6センチメートル、足のサイズは8.6ミリメートル。8月6日生まれのしし座。オレンジの体毛とお尻の丸模様が特徴の男の子。ひまわりの種が好物で、語尾に「なのだ」、「のだ」と付けるのが口癖。一人称は「ぼく（ボク）」。母である“ゆきちゃん”から生まれた男の子。
ハムちゃんずの旗振り役で、結成も彼が呼びかけた。第15話でトラハムくんに「ハムちゃんずのリーダー」と呼ばれるなど、他のメンバーからも信頼されている。ロコちゃんを始めタイショーくんやトラハムくんなどの男の子ハムからは呼び捨て、こうしくんからはさん付け、カナちゃんや木村くんやロコちゃんの祖母などの人間やめがねくんやのっぽくんなどの一部の男の子ハム、じゃじゃハムちゃんを除くリボンちゃんなど女の子ハムからはくん付けで呼ばれている。また、トンガリくんや長老ハム、ロコちゃんの祖父などから「ハムざえもん」「ハム次郎」などと間違われる場合もある。なお忍者ハムからは「ハム太郎殿」と殿付けで呼ばれる。
後述のように少々マヌケな一面もあるが優しく好奇心旺盛で、飼い主のロコちゃんをとても慕っている。そのため怒られたり、構ってもらえなかったりしたら、嫌われたと思ってショックを受けることが多い。時事問題（特に人間に関する事柄）には疎く、それが原因で勘違いすることもあり、普段は鈍いところもあるが、いざという時は進んで仲間の危機に立ち向かう勇敢な心を持ち、同時に知恵も冴える。特に、劇場版でこの長所が生かされている。ねてるくん曰く忘れん坊。
多くの女の子ハムスターから好意を持たれているが、本人は全く気付いていない。また、恋愛に関する話題が出てもほとんど理解できない。
「へけっ（何かに反応する）」・「かじかじ（物をかじる）」・「てちてち（歩く）」・「もひもひ（種を頬張る）」・「へろーん（疲れてぐったりする）」・「くしくし（毛繕いをする）」・「くんかくんか（においをかぐ）」・「はむはー（挨拶）」など、「ハム語」と呼ばれる擬音を使うことが多い。
普段はロコちゃんの家の2階にあるロコちゃんの部屋に置かれたケージで生活している。外へ出る時はケージの入口を自分で開け、ベッドの裏に開いた壁の穴から屋根の上に出て、雨樋を滑り降りる。雨樋は飼い犬のどんちゃんの犬小屋のそばにつながっており、いつも一声挨拶をかける。
なお、2002年（平成14年）ごろからのエピソードからは声が少し高くなっている。また、以下のハムスターを含め初期の頃は丸まった感じの体つきだったが、年が続くにつれ段々と体つきが細くなっていた。
『は〜い』ではナレーションに近い形でハムちゃんずなどの解説をしている。

こうしくん
声 - 愛河里花子

身長10センチメートル。5月3日生まれのおうし座。模様が牛に似ていることから名付けられた。一人称は「ぼく（ボク）」。
常に大きなひまわりの種を持ち歩いている（最近は移動中を中心に主に耳にはさんでいる）が、事あるごとに失くしては泣きだしてしまう（特に初期のエピソードに多い）。泣き虫で食いしん坊でおっちょこちょいな上、トラブルメーカーにもなりやすい。ハム太郎とは初めて出会った親友で幼馴染の男の子。特徴的な声で独特の敬語を話し、ハムちゃんずの男の子は「さん」と付けて呼んでいる。
じゃじゃハムちゃんのことが大好きで、彼女が困るといつになく真剣になり、彼女のピンチをたびたび救っている。第285話から第295話まではじゃじゃハムちゃんと同居し（この期間だけ本編にも登場しない）、最終回ではじゃじゃハムちゃんと結婚する。
ソング『ぼくのタネ、しりませんか?』や『手をつなごう』では早口で歌う一面も見せる。
タイショーくん
声 - 伊藤健太郎

身長12センチメートル（ハムちゃんずのメンバーの中で一番高い）。9月21日生まれのおとめ座。体毛は灰色と黒のツートンカラーで片耳に切り傷の跡が残っており、赤い三日月と緑色のラインが入った、黄色い工事用のヘルメットをかぶっている。常に手持ち用のシャベルを所持している男の子。ヒゲは他のハムちゃんずと比べて長く、先がギザギザしている。口調が若干荒く、「だじぇ」が口癖（初期のころは普通に「だぜ」と言っていた）で、走るとき「だばだば」と言う。一人称は基本的に「オレ様」だがまれに「オレ」や惚れたりした女の子ハムスターには「ボク」ということも。なお、キャラクターソングでは「オイラ」と言っている。
公園の木の下に通じるトンネルの中に設けられた家に住む野良ハムで、第2話でハム太郎の提案により彼の住み家をハムちゃんずの遊び場「地下ハウス」として整備・開放している。また、彼以外にも野良ハムスターの知り合いが大勢いる。一方で第3話にて些細なことで周りが喧嘩して大騒ぎになった時には激しく怒ってハム太郎たちを追い出し、自分が野良ハムであることにぶつぶつ言った後、ねてるくんが「決して忘れないハムちゃんず」と発言したことで改心してハムちゃんずには自分が必要だと和解し、再び遊び場として開放した。
ハムちゃんずのリーダー的な存在で、一時期を除きほとんどのエピソードで登場する。実は船に弱く、乗った際には船酔いする場面が多々あった。またほら吹きでもある。初期の頃は構ってほしいために仮病を使ったり、まいどくん以上に受けないギャグで誤魔化したり、自分の責任を棚に上げて周囲に八つ当たりしたりなど子供じみた一面を見せることも多かった。
やや喧嘩っ早いところもあるが、正義感が強く力持ちで、誰より人情が厚い。なお、ハムちゃんずの男の子とちび丸ちゃん（ちびくりちゃん、じゃじゃハムちゃんも含む）を呼び捨てで呼び、ちび丸ちゃん（ちびくりちゃん、じゃじゃハムちゃんも含む）以外の女の子はちゃん付けで呼ぶ（ただし、最初の頃はちび丸ちゃんのこともちゃん付けで呼んでいた）。第31話では、ハムちゃんずにとって本来天敵と見なされている、ネコの子ども（子ネコ）が迷子になっているのを見つけ、率先して母親のように世話をするという、「世話好き」な一面も見せるほか、同じ地下ハウスに住むねてるくんを弟のように大事に面倒をみたりする一面もある。時折女装することもあり、この時の一人称は「わたし」。
リボンちゃんのことが大好きで、時折彼女にアピールを仕掛けるが、なかなか想いは伝わっていない。また、ミーハーな部分もあり、おしゃれちゃんやジェラードちゃんが後発のエピソードで登場した時には、ついついときめいてしまうなど浮気性な一面もあるが、基本的にはリボンちゃん一筋。リボンちゃんに好かれるハム太郎や、運動神経の良いトラハムくん、カメハムくんなど数々のハムスターをライバル視している。トラハムくんとは度々張り合うことも多いが、お互いを認め合うライバルであり、かすかな友情意識もある。
第1期の最終話で、ふとした嫉妬心かハム太郎の悪口を言ってしまい、自分の愚かさを悔い「立派な男になる」と決意して地下ハウスを旅立ってしまう。その後、第199話から「ヒーローハム」となって、ピンチに巻き込まれるハムちゃんずを救うなどの活躍をみせたが、後の第206話にハム太郎に正体がばれ復帰した。
ヒーローハム
『ぱらだいちゅ』に登場。ハム太郎たちを助けるためにヒーローに変装した姿。三度笠（復帰後はいつものヘルメット）にサングラス、赤いスカーフと青いマントを身に着けている。

リボンちゃん
声 - 村井かずさ

身長7.5センチメートル。7月10日生まれのかに座。フランス帰りの帰国子女で、口調もお嬢様風で「でちゅわ」、もしくは「でちゅ」が口癖。真っ白い毛並みに、青いリボンがトレードマーク。一人称は「わたし」、あるいは「わたくし」。
第4話でハム太郎たちからハムちゃんずに入らないか提案された時には、自分からケージの外に出ることを恐れていたが、ハム太郎の必死の説得によりどうにか外界に飛び出すことができた。以降、地下ハウスにはほぼ毎回顔を出すようになる。おしゃれや宝石と宝石箱が大好き。
そのハム太郎のことが好きだが、彼が恋愛に鈍感なため空回りすることが多く、がっかりする様子を見せることもあるが、彼から気にかけてもらったり、一緒に行動したりすることも多いほか、彼の身をハムちゃんずの中では誰よりも案じたりしている。そのため第2期以降は彼のことになると天然になったり、同じくハム太郎のことが好きなくるりんちゃん、ラピスちゃんなどが恋のライバルに当たり、嫉妬したり動揺することもあり、第289話と『は〜い』ではハム太郎を巡ってくるりんちゃんなどと張り合うこともある。逆にタイショーくんから好かれているが、「単なる友達」ぐらいにしか思っていない。
普段はおしとやかだが、ごくまれに腹黒な言葉を発することもある。また、気が小さいところもあり、前述のようにハム太郎に対して後手の一因となっているほか、慣れない場所や状況でピンチに巻き込まれるなど、適応能力にやや劣る一面もある（劇場版第3作など）。

マフラーちゃん
声 - 佐久間レイ

身長7.3センチメートル。9月16日生まれのおとめ座。
飼い主のジュンちゃんが編んでくれたピンク色のマフラーをとても大事にしており、季節を問わずいつでも肌身離さず身につけている女の子。ゆえに、巻いているマフラーをめちゃくちゃにされると号泣してしまう（第3話など）。編み物も得意。一人称は「私」、または「あたし」。
ちび丸ちゃんのお姉さんのような役割も担っており、通訳も務めることもある。
基本的にしっかり者だが、第7話でのっぽくんから「花火」について聞いたことをきっかけに、一目見ようと夏祭りの会場（神社の本殿の屋根の上）に一人で見物に向かってしまうなど、好奇心旺盛な部分もある。花や植物が大好き。
ファンブックの『まるかじりブック』には「ハム太郎のことが好き」とあるが、それほど積極的なアピールは見せていない。むしろ、恋のライバルに当たるリボンちゃんをからかう側に回ることが多い。アニメでは「ハム太郎が好き」という設定はなくなっている。
まいどくんとめがねくんに好意を持たれているが、基本的にアピールを受けても分け隔てなく受け流している。また、両者には「もう少し仲良くしてほしい」と思っている。

ちび丸ちゃん（ちびまるちゃん）
声 - 的井香織

身長6.2センチメートル（名前のとおり、ハムちゃんずの中で一番小さい）。3月3日生まれのうお座。まだ幼いため「うきゅー」としか喋れない。一人称はマフラーちゃんの通訳によると「わたし」。
恥ずかしがり屋な性格で、常に黄色い被り物で素顔を隠している。しかし一方でトラハムちゃんとは違う意味で気が強い面も少々ある。体毛は茶色だが、その描写は初期のオープニングやCM、ゲームの攻略本、ファンブックでしか確認できない。
マフラーちゃんととても仲が良く、お姉さんのように慕っている。そのためマフラーちゃんと一緒に行動することが多く、他のハムスターに意思を伝える時には彼女に通訳を頼むこともある。また、マフラーちゃんにひまわりの種をプレゼントして彼女を喜ばせたこともあった。ちび丸ちゃんの言葉が理解できるのはマフラーちゃんとちびくりちゃんの二人だけである。
小さいゆえ、少々悪戯が好きで好奇心が旺盛なためトラブルに見舞われることも多い。
トンガリくんの相棒のブタ「トン吉」に恋をしている。トンガリくんからは「うきゅーくん」と名前を間違えられたことがある。
また、パイロット版では男の子という設定で、名前も「ちび丸くん」となっている。

まいどくん
声 - 杉本ゆう

身長8.5センチメートル。2月18日生まれのみずがめ座。常に赤い前掛けをしているのが特徴（本人曰く「生まれ故郷にいた時から肌身離さずつけていたトレードマーク」らしく、めがねくんからは「時代遅れ」扱いされている）。商店街のコンビニ「浪花商店」で飼われている。普段は細目だが初期のころには驚いたときに目が見開いたり、劇場版第2作では半目であるが普通に開いていた。一人称は基本的に「わい（ワイ）」だが、「わて」「わし」と言ったこともある。
浪速生まれの商人風ハムスターで関西弁で喋り、男の子ハムスターのことは「はん」と付けて呼ぶ。事あるごとにダジャレを言っては自分で爆笑するが、めったにウケることはなく一瞬場の空気を凍りつかせる。また初期のころはトラブルメーカー的な存在で彼が原因で周囲を巻き込む話が多数あった。乗り物には詳しいようで、ハム太郎が連れていかれたトラックの行き先を知っていた。掃除好きで、初期のころには箒を持って掃除するシーンが多く見られた。ほかにも主人の使い古しの前掛けから、手袋を作ったり、浪花節的な発言をするなど多彩な面も。金儲けの話が大好きでそろばんも持っている。
マフラーちゃんが大好きで、めがねくんとは彼女を巡り幾度となくケンカしている。しかし本当は一番大切な友達で、第34話や第248話では両者の友情が描かれている。
『ぼくらライバル！MMぼーいず』という楽曲でめがねくんと「MMぼーいず」を組み、トークパートではボケを担当している。

めがねくん
声 - 鈴木千尋

身長8.7センチメートル。10月11日生まれのてんびん座。目の周りにめがねのような模様があることが名前の由来。赤い蝶ネクタイが特徴。一人称は「私」だが、キャラクターソングや一部の話など場合によっては「ボク」ということがある。
少しキザな性格で、常に丁寧語で話す。商店街の眼鏡屋「Rare glasses」で飼われており、めがねに関する知識が豊富の理論派だが、その反面運動は苦手。主人からもらった眼鏡拭きがお気に入りで、それで汚れたビー玉などをきれいにする。おしゃれをすることが趣味。模様ではあるが、時々眼鏡をかけているかのような仕草をする癖がある（特に劇場版全作品でこの仕草が使われている）。
また、手先が器用で壊れた眼鏡からハムちゃんず用の眼鏡を作ったり、時計の部品からマフラーちゃんにプレゼントする帽子を作ったりしていた。
前述したとおり、まいどくんとは日頃は犬猿の仲で、彼にきつく当たったり、マフラーちゃんを巡る恋のライバルでもあるが、決して仲は悪くはなくいざというときは団結する親友同士でもある。
まいどくんがギャグを口にすると、大抵は真っ先にツッコミを入れるが、逆に呆然としてツッコむ気力すら失くすことも多い。
『ぼくらライバル！MMぼーいず』という楽曲でまいどくんと「MMぼーいず」を組み、トークパートではツッコミを担当している。

のっぽくん
声 - 本田貴子

身長10.5センチメートル。11月5日生まれのさそり座。名前のとおり、背が高いことも特徴の一つ。一人称は「ボク」。
読書と本が大好きで、敬語で喋り、辞書を持ち歩くほどの物知り。ハムちゃんずの知恵袋的存在で、アドバイス役として貢献することも多い男の子。
第9話で「ハムちゃんずの学校」を開いた時には担任を務め、相対性理論などの物理学を説明する一面も見せたが、あまりにも複雑な話だったことから、他のメンバーはついて行けなかった。また、『ハムハムタイムズ』の新聞記者も務める。トラハムちゃんとは相思相愛の両思い。
また、まじめな性格ゆえに怒るととても怖い。その上、キレると言葉遣いが荒くなる。おなじく第9話のほか、第287話では思わず「友達フォー！」とレイザーラモンHG風に豹変してしまった（その際に声も裏返っていた）。
劇場版第1作の『ハムハムランド』で『ハムハム辞典』を持ち帰って以来、風呂敷に包んでその辞書を調べるようになり、劇場版全作品で物語を進めるキーアイテムとなった。

トラハムちゃん
声 - 池澤春菜

身長7.5センチメートル。6月6日生まれのふたご座。トラハムくんの双子の妹。名前のとおりのトラ柄で、しっぽの赤いリボンがトレードマーク。運動神経抜群で、新体操の名人。一人称は「私」。
常にピンクの新体操のリボンを持っていたが、たまに使うこともある。それで仲間を助けたりする。また、リボンだけでなくフープやクラブ、ボールなども得意である。双子の兄のトラハムくんとは生まれてからしばらく一緒だったが、飼い主の都合により、物心がついた頃には生き別れてしまっていた。しかし、トラハムくんが幼い頃から口ずさんでいた自作の歌『なかよしくるるん』を手掛かりに、ハム太郎たちの協力もあって第14話で無事再会した。のっぽくんに好意を抱いており、特にゲームにおいて両想いである描写が強調されていて、原作絵本の相関図でも両思いになっている。ハムちゃんず内で唯一しっぽに体毛が生えている。
兄とは正反対に気が強いしっかり者で、彼のナンパを厳しく監視するように努めていて、暴走したトラハムくんを新体操のリボンで捕まえるのがお約束になっている。お調子者でちゃらんぽらんなトラハムくんに呆れ、その兄を懲らしめようと腹黒な一面もあるが、双子の兄である彼のことを常に気にかけていて、兄妹仲は非常に良好である。またトラハムくんと再会する前は他のハムの喧嘩を面白がったり、ところ構わず新体操のリボンを振り回したりと、少々お転婆な一面も見せている。
トラハムちゃんは担当声優の池澤がロコちゃん役も務めているため、アニメ・劇場版・OVAすべて、ハムちゃんずのメンバーで唯一エンディングにクレジットされたことのないキャラクターでもある。

トラハムくん
声 - 宮田幸季

身長7.5センチメートル（ハムちゃんずの男の子の中で一番低い）。6月6日生まれのふたご座。トラハムちゃんの双子の兄。一人称は「オレ」（第17話ではタイショーくんを疑ってしまった後、謝罪する際に「ぼく」というシーンがあった）、だが極稀に「ボク」という場面もある。「イェーイ」、「ベイビー」が口癖。
トラハムちゃんと同じトラ柄だが、腹部の色が少し黄色く、妹より背丈が高く見える（ただし設定は同じ7.5センチメートルである）。後述のラピスちゃんとラズリーちゃんを除けば、ハムちゃんずの中で一番最後に登場した。
トラハムちゃんと同様に運動神経が抜群で、スケートボードやスノーボードなどのスポーツを軽々とこなせ、ダンスも得意。また、歌を自作したり歌ってあげたりするなど歌唱力にも長けている。お調子者で軽い性格が災いして、トラブルメーカーと化す回も多い。タイショーくんとは友人兼ライバル関係であり、からかったり度々張り合ったりするが仲は良い。
陽気な性格で、常にマラカスを持ち歩いているが、マラカスの色は話によって異なっており、常に緑と赤と青と黄色であるパターンと赤と黄色と緑であるパターンの二通りがある。お調子者で、根は寂しがりやでナイーブ。女の子が大好きでナースちゃんのほか、リボンちゃんやマフラーちゃんに好意を寄せていて口説いているが、ちび丸ちゃん、ラズリーちゃん（ラズリーちゃんはアニメのみ。ゲーム『ハムハムスポーツ』では口説いたがフラれたことがある）を口説いたことは一度もないため、幼い女の子には興味を持たない（実際にゲーム『ナゾナゾQ 雲の上の？城』でも「ナンパしたいのに、ちびっ子ハムばっかじゃん！」という台詞がある）。懲りずに女の子ハムにナンパしては、しばしば妹のトラハムちゃんに手を焼かせているが、誰よりもそのトラハムちゃんを大切に思っている。また、タイショーくん同様、ハムちゃんずの男の子を呼び捨てで呼んでいる。トラハムちゃんを呼ぶ時は、「妹よ」か「お前」と呼ぶことがほとんどで彼女を名前で呼ぶことはほぼない（ドラマCDの自己紹介では一度だけ彼女を「妹のトラハムちゃん」と呼んだことがある）。
またトラハムくんはフェミニストで女の子に優しいため、女の子には「お前」と呼ぶことはなく柔らかい口調で話すが、妹のトラハムちゃんに対しては「お前」と呼んだり、ラフな口調で話している。
数ある女の子の中でもナースちゃんが好みで、初めは毎回のごとく空回りしていたが、時には誠意を見せてナースちゃんの方からもバレンタインのプレゼントをもらったり、トラハムちゃんが病気になった時に必死に看病している姿に尊敬されたりと、次第に好意を寄せられていると見られる様子はあるが、決定的な恋愛には至っていない。第277話ではババ臭いといわれ、落ち込んでいたラピスちゃんを励まし、デートをしたが、残してきたラズリーちゃんが心配になったラピスちゃんが途中で帰ってしまったため、こちらも決定的な恋愛には至っていない。
『はむはむぱらだいちゅ！』では野生のウリ坊（幼いイノシシ）を数匹手なずけており、神出鬼没に飛び出して乗り回す姿が多く見られる。

かぶるくん
声 - 内川藍維

身長7.7センチメートル。ハム太郎と同じ誕生日で、8月6日生まれのしし座。「だぞ」が口癖。一人称は「ぼく（ボク）」。
物をかぶるのが大好きで、いつも緑色の絹帽子をかぶっている。帽子を取ると、耳だけ茶色いのがわかる。また、両手で赤いミルクパンを内側から持ち上げながら移動することも多い。
とてもシャイな性格で、怖がるとミルクパンの中に隠れてしまうこともある。
飼い主のサエ、ユー夫婦からは過保護気味に育てられており、甘ったれた生活に少々不満を抱くこともある。第21話では野性的な生活をするタイショーくんに憧れ、家出をしてまで野良ハムになろうとしたものの、その厳しさを身をもって教えられ、これまで通りの生活を続けようと決意する様子が描かれた。
かくれんぼが得意で、ぬけないくんと仲が良い。地下ハウスではこうしくんといることが多い。ハムちゃんずの中では比較的出番が少ない。

パンダくん
声 - 斉藤祐子

身長8.8センチメートル。4月8日生まれのおひつじ座。パンダのような模様をしていることが名前の由来。一人称は「ぼく」。
飼い主が大工であるため手先が非常に器用で、クルミの欠片を使って家具を作ることもあれば、ジュエリーハウスやハムハーの木の改築、遊園地の『ハムちゃんずランド』や『ハムハムボート』、そらハムくんの『ハムグライダー』といった壮大なものまで作り上げるほどの腕の持ち主の男の子。その腕を生かし、将来は大工になるのが夢。普段は穏やかでお人好しな性格だが、もの作りにはプライドを持っており、せっかく作ったものを壊されたりプライドをバカにされたりすると怒り出し手がつけられなくなる（第3話など）。カナちゃんのいとこのモモちゃんに飼われており、こうしくんとはよく会っていた。
もの作りのほか、飼い主のモモちゃんとの関係が描かれるエピソードもあるが、かぶるくんと同様に他のメンバーよりも登場頻度が少なく、回を重ねるに連れて出番が少なくなった。

ねてるくん
声 - 杉本ゆう

身長8.5センチメートル。1月14日生まれのやぎ座。いつも靴下や布団の中で眠っている男の子。また手袋の中や鳥の巣などで寝たこともある。タイショーくん同様野良ハムで同じ地下ハウスに住んでいる。また、ハムちゃんず内で唯一頬の赤らめが描かれている。一人称は「ボク」だが、初登場時のみ「ワタシ」と言っていた。
第2話でタイショーくんが「地下ハウス」に改装する前の家に戻った時に、いつの間にかテーブルの上で眠っていたのが初登場。名前は、同話の終盤にタイショーくんから命名された。
タイショーくんからは弟のように面倒を見てもらっており、ねてるくんも彼を兄のように慕っている。
ラピスちゃん曰く「いくら追っ払っても、いつの間にかまた元の場所に戻ってきて寝ている」。寝てばかりのため、出番は少ない。
眠ってはいるものの、話しかけられると普通に受け答えをすることもあり、「寝ている」と言われても「寝ていない」と言い返すことがある（逆に「ねてるは寝てる」と言い逃れをすることもある。また、番外編的なエピソードでは一時的に目を閉じたまま起きた（ように見える）描写もある）。ハムちゃんずがピンチに陥った時に、いつものように寝言を発し、問題解決のヒントを与えることがある切れ者でもある。また、リアクションを寝ながら受けることもある。寝言の時に言う「すかぴー」が口癖。寝言でみんなを夢の中に誘う描写もある。
なお、ハムちゃんず全体で外出する時にはタイショーくんかのっぽくんにおぶられる。ただし、寝ながら自分で移動することもある。地下ハウスが一時閉鎖されたに伴い、タイショーくんが復帰後もしばらくは、すいーちゅぱらだいすに移っていたが、消滅後は再び地下ハウスに戻っている。
夢の世界では殿様や王様役として登場することが多いが、現実世界同様寝続けているため、家来などが代行している。
ラズリーちゃんと仲が良い。また、オアシスくんと顔がそっくりである。なお、靴下のがらは話によって異なっており、主に青と黄色の縞模様であるパターンと赤地に黄色い斑点模様であるパターンの二通りがある。
原作絵本『ハムちゃんずでございまちゅ』の相関図では、トラハムちゃんが好きという設定になっているが、アニメではその設定はなくなっている。

トンガリくん
声 - 浅川悠

身長8.5センチメートル。12月12日生まれのいて座。赤いフォークギターを片手に、ブタのトン吉とともにさすらいの旅をしている男の子。一人称は基本的には「オレ」だが稀に「ボク」と言う。
常にポエム調で喋り、相手に内容が伝わらないこともしばしば。よく旅の土産話や武勇伝を語ってはハムちゃんずにアドバイスする。名前のとおり、トンガリ頭のモヒカンがトレードマーク。ただし、トンガリというのは本名ではないと、本人の口からも語られている。飼い主がおらず、野良ハムである可能性が高い。
ハム太郎と出会った際は、決まって「ハム次郎」や「ハム三郎」「ハムざえもん」など名前を言い間違え、その度にツッコミを入れられる。しかし、「ハム太郎」とちゃんと名前で呼ぶこともあり、他のハムスターの名前を言い間違えることは少ないため、わざと間違えている模様。さらに『は〜い』では、「ハムスタスキー」や「ハムジーニョ」などの海外名を無理やりに入れて呼んでいた。なお、ハム太郎以外ではちび丸ちゃんのことを「うきゅーくん」と呼び間違いすることもある。
『はむはむぱらだいちゅ！』の終盤では、「春風が吹いたから、新たな場所へ旅立つ」「もう戻ることはないかもしれない」と宣言しどこかへ去って行ったが、最終回のハムハムウェディングには参列した。
ハムちゃんずの一員ではあるものの、基本的に別行動で、出番も少ない。ただし、劇場版やOVAなどの一部の話やオープニングとエンディングにおける映像ではハムちゃんず側にいたり、地下ハウスでハムちゃんずと一緒にいることがある。

#### アニメオリジナルハムちゃんず
ラピスちゃんとラズリーちゃん、ハムハーの木の住民などは原作者ではなくアニメスタッフがデザインしたキャラクターであり、原作には絵も存在しない。彼らはアニメオリジナルキャラクターであるため、原作には存在せず、再始動後の公式サイトやグッズには載っていない。
ラピスちゃん
声 - 千葉紗子
第193話のラストに顔見せ程度に初登場し、主に第2期で登場。身長7.5cm。7月9日生まれのかに座。金髪で、紫色のローブを常に身にまとっており、第218話でのおしゃれ時以外でフードを下したことがない。妹のラズリーちゃん共々名前の由来は宝石のラピスラズリから。一人称は「私」だが、「あたし」と言うことも。すいーちゅぱらだいすのコアユニットの欠片から作られたペンダントを首からかけている。
ラズリーちゃんのお姉さんで、一緒にジュエリーハウスに住む。少し意地っ張りだが、妹思いでしっかり者。
ときどきハムちゃんずの男の子たち(こうしくんやタイショーくんなど)にツッコミを入れることもある。
それでも少し臆病なところもあり、第224話のハロウィンの回では、フランケンシュタインの仮装をしていたハム太郎に気づかず、悲鳴をあげるシーンもあった。

宝石のようなキラキラした物が好きで、ラズリーちゃんとお揃いの青いリボンも所持している。
ラズリーちゃんも同様、元は野生のハムだったと思われるが、砂漠の真ん中でラズリーちゃんとともに遭難していた所をマキちゃんのおじいさんに拾われ飼われることになった。
ややツンデレで、登場当初は「友達なんかいらない」とハムちゃんずに反発していたが、その後はハムちゃんずの一員となる。
第5期ではハム太郎の頬にキスをするなど、ハム太郎のことが好きだと周りから勘違いされる一幕もあった。
なお、第239話でオアシスくんがラピスちゃんと別れ際に「遠い砂漠の果てに不思議な宝石を持つ二人のお姫様がいる」と語り、その直後にラピスちゃんは一瞬ムッとした表情をした後にハム太郎の手を強引に引っ張ってラズリーちゃんの元に向かうと言ったシーンがあったが、結局この話はそれ以上掘り下げられることはなかった。

ラズリーちゃん
声 - 大前茜
第193話のラストに顔見せ程度に初登場し、主に第2期で登場。身長不明。9月7日生まれのおとめ座。体や頭の体毛は純白で頭頂部には白い斑点が入った赤いリボンを付けており、そのリボンで纏められた体毛の先部にのみ、黄色に染められている。また、キャンディーのポシェットを首からさげている。基本的に一人称は「ラズリー」だが、稀に「あたし」と言う。
ラピスちゃんの妹。登場当初はラピスちゃんから「ちゃん」付けで呼ばれていたが、第198話以降は呼び捨てで呼ばれている。
姉のラピスちゃんと同じく、すいーちゅぱらだいすのコアユニットの欠片から作られたペンダントを頭部の髪留めとして使用している。
ラピスちゃんと一緒にジュエリーハウスで生活しており、異次元の世界にお菓子の国「すいーちゅぱらだいす」を創り上げた。不思議な研究をしており、天性の素質でひまわりの種形の「魔法の種」から様々なものを作ったり、不思議な現象を起こす。しかし、その種のせいでハムちゃんずに迷惑を掛けてしまうことも多い。お転婆な性格でラピスちゃんの手を煩わせることも少なくない。
さらに、魔法の砂時計で異次元の「ハムスターの国」へワープすることもできるようになった（その時の呪文は「リラリズラーリ ズラッリラー」）。それにより、エンジェルちゃん、デビハムくん、にじハムくん、みみよりくんやひまわり王国のハムスターなど、異世界のハムスターにも会えるようになった。
第2期第3シーズンの最終話（第244話）では、悪巧みを企むデビハムくんを追い出すために魔法の宝石の力を使ってしまった影響で、「すいーちゅぱらだいす」は宝石の中に閉じ込められてしまい、同時に研究室を失ってしまった関係で、次の第245話以降（第2期第4シーズン）からは魔法を使うこともなくなった。同時に姉のラピスちゃんとともに出番が減少した。
ねてるくんと仲が良く、彼と絡む話が多い。

### ハムハーの木の住人たち
全員アニメオリジナル。第260話から登場でハムハーの木と呼ばれるツリーハウスに住んでいるハムスターたち。オーキニーちゃんが大家で住んでいるハムスターたちは家賃（ひまわりのタネ）を払うのが課せられている。デザインはアニメスタッフがデザインしている。
そらハムくん
声 - 時田光
ハムハーの木在住。赤いスカーフがトレードマーク。一人称は「オレ」。空を飛ぶことが夢でありパンダくんの作ったハングライダーで空を飛ぶ練習をしているが、悉く落下している。だが最終回までにはかなり上達していて、空を飛ぶことを活かして身の回りのピンチを救うこともできるようになった。
なお、公式サイトでは"真っ赤なスカートで色々な事が出来ちゃうらしい"との記載があるが、アニメではグライダー搭乗時に口周りを覆うこと以外の使用用途は見られなかった。
グライダーの練習を励まされたことが切っ掛けでマフラーちゃんに恋心を抱くようになる。本人は両思いだと思い込んでいたが、マフラーちゃんに否定されたことにより失恋した。
オーキニーちゃん
声 - 前田沙耶香
ハムハーの木の大家さん。花柄のスカーフがトレードマーク。とてもがめつくて、家賃を払わないハムスターには容赦がない。またタネ儲けの話にも目がなく、何かあるとすぐハムちゃんずに多額のタネを要求する癖がある。「世の中タネや、タネあってのモノダネや！」が口癖。まいどくんも頭が上がらないほどのソロバン裁きを持つ。一人称は「うち」で、早口で流暢な関西弁を話す（※担当声優が関西出身のため）。
ミステリーちゃん
声 - 望月久代
謎の占い師でマジカルくんの姉。占い結果が出ると、「ぴたりんちゅ！」と決める。占いはぴったり当たることもあるが、手法的にインチキなことも多い。常に黒い扇子を持っている。一人称は関西弁で話さないのに「うち」で、語尾に「でありんちゅ」、「でござりんちゅ」と付けるのが口癖で、「ぴたぴたぴたりん あたりんちゅ」など様々な口癖を持つ不思議なハムスター。
手首以外は全身ピンクずくめで耳と胴体部に三日月状の装飾が施され、首にはグレーのスカートを巻いていて赤色の靴を履いている。
初登場時から最後まで脱いで素顔が見られることはなかった。
マジカルくん
声 - 伊東みやこ
ミステリーちゃんの弟で、彼のことを「ミステリーちゃま」 と呼んでいる。姉の手伝いを担当。姉思いでミステリーちゃんの占いが侮辱されることを嫌う。見習いのマジシャンでもあるが、初歩的な失敗が多く未熟者。占いも修行中である。一人称は 「僕」で、語尾に「でち」と付けるのが口癖。
耳部以外全身水色ずくめで頭部にはヒマワリ状の装飾品があり、赤い靴を履く。
姉のミステリーちゃんと同じく、初登場時から最後まで脱いで素顔が見られることはなかった。

### おとめ・ずー
第202話から登場。おとめちゃんがリーダのアート集団。独特の美のアートを披露しているが、ハムちゃんズには理解されていない。当初は各地を回っていたようで、第202話で彼らの基地に帰ってきたが、ハムちゃんずに基地を荒らされた挙句、彼らのアートを否定されたことを妬み、仕返ししようとしていたが、次第に薄れ、やがてハムちゃんズらとレースなどで争うライバル的ポジションになった。
おとめちゃん
声 - 青山桐子
アート集団・おとめ・ずーのリーダー。一人称は「私」。プライドが高く自分の美をアートだと主張しており、着飾ったり仮装したりするがハムちゃんずにはあまり理解されないばかりかお笑いの的となってしまっている。 激怒すると怖い。語尾に「ざまちゅ」と付けるのが口癖（「じゃまちゅ」とも聞こえる）。
ライオンくん
声 - 小河正史（第202話 - 第241話）→太田哲治（第258話以降）
アート集団・おとめ・ずーの一員。一人称は「オレ」。小学館学年誌の読者オリジナルキャラクター。鍛えぬかれた自分の肉体をアートだと主張しており、いつも体を鍛えている。ヌンチャクを振り回すのが得意。声に気迫がある。語頭に「バリバリ」、語尾に「だぜ」をつけるのが口癖。
くまくん
声 - おやまだひろこ（現・小山田こう）
アート集団・おとめ・ずーの一員。一人称は「ボク」。絵をアートだと主張しており、絵がとても上手い。根は優しい性格で、綺麗な花が好き。アートに対する見解からすれば、おとめ・ずーの中で一番まともらしい。背丈も高くタイショーくんよりも大きい。

### ジャンガリアンず
全員アニメオリジナル。第211話などで登場。じゃんぐるべーる島に住むハムスターたちで、その名のとおりの動物の着ぐるみを着ている。
ライオンさん
声 - 飯島美春
ライオンの着ぐるみを着ている。じゃんぐるべーる島でハムちゃんずの案内役を務めるキャラクター。「ガルー」が口癖。見た目はライオンくんと似ているがこちらの方が身長が小さい。
ゼブラさん
声 - 津村まこと
体を大きく見せるために、着ぐるみを着ている小さなハムスター。じゃんぐるべーる島に住んでいる。しまうまの着ぐるみを着ている。「だじゃん」が口癖。
ウサギさん
声 - こやまきみこ
ウサギの着ぐるみを着ている女の子。「だぴょん」が口癖。
カエルさん
カエルの着ぐるみを着ている。動きが機敏。感情次第でキグルミの表情が変わる。
サボテンブラザーズ
声 - 成田紗矢香、加藤英美里、根本圭子
サボテンの着ぐるみを着ている。じゃんぐるべーる島から元の世界に戻るための砂時計を自分たちの宝物のようにして奪ってしまう。
キツネさん
声 - 阪口大助
キツネの着ぐるみを着ている。ハムちゃんずを利用して古代遺跡の宝を発掘しようとする悪賢いハム。
タヌキさん
声 - 神代知衣
タヌキの着ぐるみを着ている。キツネさんの相棒であるが、地図を失くすなどおっちょこちょい。
宝箱くん
宝箱の着ぐるみを着ている。古代遺跡の宝箱に化けてキツネさんとタヌキさんとかくれんぼをしていたと言う。
タコさん
声 - 池田千草
タコの着ぐるみを着ている。じゃんぐるべーる島の海で暮らしている。イルカさんたちと不仲らしく、海の中の遊び場を取り合って喧嘩している。
イルカさん
声 - 生天目仁美
イルカの着ぐるみを着ている。じゃんぐるべーる島の海で暮らしている。タコさんたちと不仲らしく、海の中の遊び場を取り合って喧嘩している。
キジくん
声 - あきやまるな
キジの着ぐるみを着ている。
クジラさん
『はむはむぱらだいちゅ！かず・かたち・ちえ』で登場したキャラクター。クジラの着ぐるみを着ている。じゃんぐるべーる島の海で暮らしている。タコさんとイルカさんと一緒に遊んでいる。性格は優しい。
カメさん
『はむはむぱらだいちゅ！かず・かたち・ちえ』で登場したキャラクター。カメの着ぐるみを着ている。
サカナさん
『はむはむぱらだいちゅ！かず・かたち・ちえ』で登場したキャラクター。魚の着ぐるみを着ている。

### 虹の国のハムスター
原作絵本『ハムちゃんずでございまちゅ』三部作の原作キャラである86匹の原作ハムちゃんずにはいないが、作者がデザインを手掛けている。
にじハムくん
声 - 田口宏子
派生オリジナルキャラクター。ゲームにて先行登場。7月24日生まれのしし座。虹の国の王子。テントウムシをモチーフにした羽があって空を飛ぶことができる。持っている虹色のパラソルで虹を作ることができる。女王に命じられて「一番大切なもの」を探しに旅に出かける少年。原作者がデザインを手掛けている。
OVA第3弾で初登場。その後、テレビアニメや劇場版第3弾、そしてOVA第4弾にも登場。本編でも第222話と第237話で登場した。一人称は「僕」で、語尾に「なのさ」と付けるのが口癖。

#### レインボーガールズ
プリティー
声 - 寺田はるひ（現・七緒はるひ）
派生オリジナルキャラクター。ゲームにて先行登場。にじハムくんの親衛隊・レインボーガールズの一員。一人称は「私」。にじハムくんと同じように蝶をモチーフにした羽があり、空を飛ぶことができる。黄色い衣装を着ている。にじハムくん同様、原作者がデザインを手掛けている。
OVA第4弾で初登場。アニメ第237話にも登場。ゲーム「ハムハムスポーツ」の虹の国チームにも登場。100メートル走や棒高跳び、マラソンなどの陸上競技を得意とする。
キューティー
声 - 浅野真澄
派生オリジナルキャラクター。ゲームにて先行登場。にじハムくんの親衛隊・レインボーガールズの一員。一人称は「私」。にじハムくんと同じように蝶をモチーフにした羽があり、空を飛ぶことができる。緑の衣装を着ている。にじハムくん同様、原作者がデザインを手掛けている。
OVA第4弾で初登場。アニメ第237話にも登場。ゲーム「ハムハムスポーツ」の虹の国チームにも登場。ゲームでは田舎出身で訛ったしゃべり方をするが、テニスや馬術など華麗な競技を得意とする。
ビューティー
声 - 菊地祥子
派生オリジナルキャラクター。ゲームにて先行登場。にじハムくんの親衛隊・レインボーガールズの一員。一人称は「私」。にじハムくんと同じように蝶をモチーフにした羽があり、空を飛ぶことができる。赤い衣装を着ている。にじハムくん同様、原作者がデザインを手掛けている。
OVA第4弾で初登場。アニメ第237話にも登場。ゲーム「ハムハムスポーツ」の虹の国チームにも登場。ハンマー投げなどの競技が得意なパワータイプ。
なお、ゲームや公式サイトでのビューティーちゃんは目を開眼させているが、OVAやアニメ本編では常に目を閉じている糸目ハムとなっている。

### その他
長老ハム
声 - 石森達幸
とても長生きしており、物知り。一人称は「わし」。少しボケていて居眠りが多く、その度ハムちゃんず（特にタイショーくん）に「寝るなー！」とつっこまれるのはお約束である。ニンハムくんの師匠とは双子の兄弟。第1期 - 第6期に渡って登場頻度は高め。原作の「ハムじい」がモデル。トンガリくん同様、ハム太郎の名前を間違えて呼ぶ場合もある。
おハムばあさん
声 - 野沢雅子
長老ハムの古くからの知り合い。歳に似合わずとても元気なおばあさん。一人称は「私」。世界を旅している。運動神経はタイショーくんやトラハムくん並かそれ以上。長老ハムとペアの登場が多い。原作の「ハムばあ」がモデル。ハム太郎やタイショーくんなどをハムボーイということもある。
オアシスくん
声 - 石川寛美
外国の大富豪に飼われていて贅沢な暮らしをしている。一人称は「ボク」 。相棒の「カメゾウ」に乗って世界を旅している男の子。ねてるくんと外見がそっくりだが、性格は正反対で頭にターバンを巻いている。
サブさん
声 - 西村朋紘
3月10日生まれのうお座。テキヤのような仕事を生業としている。長老ハムの知り合いで、左目に眼帯のような模様がある。面倒見が良く、正義感の強いヒーロー的な存在でハムちゃんずが危ない所を何度も助けたことがあった。恋人は鳩のフランソワーズ。タイショーくんの兄貴的存在でべらんめえ口調。タイショーくん同様飼い主のいない野良ハムでもある。
じゃじゃハムちゃん
声 - くまいもとこ
1月1日生まれのやぎ座。一人称は「あたし」。フラワー牧場に住む、とてもおてんばで男勝りで言葉遣いも荒い女の子。ハムちゃんずを男女問わず呼び捨てで呼ぶ。普段は汗水流して牧場でダイスケの助手をしているため、運動神経はとても良い。こうしくんの彼女。最終回でこうしくんと結婚した。原作では、アニメと異なり女の子らしい性格である。
くるりんちゃん
声 - 城雅子
2月9日生まれのみずがめ座。くるみちゃんに飼われている。ツインテールをピンクのゴムで結んでおり、お尻に茶色いハート模様がある女の子。一人称は「くるりん」で、語尾に「なの！」、「の！」と付けるのが口癖。モデルは来栖あつこである。
歌って踊れるアイドル。初めは日本で活動していたが、現在はアメリカで歌手活動中。高飛車な性格で初めは格下のハムちゃんずを毛嫌いし、彼女の意図がハムちゃんずに掴めずに振り回されたりすることが多く、関わるとろくなことがないと見下していたが、回を重ねるごとに彼らのペースに乗せられて我ながら呆れる素振りは見せるもどんどん仲良くなっていく。やや被害妄想がはげしい。話の後半にはハム太郎に片思いしてしまい、終盤や『は〜い』では彼のことをダーリンと呼ぶようになり、リボンちゃんをライバル視するようになるが、時折彼女を後押ししたりすることもある。またおしゃれちゃんとは顔を合わす度、ハム太郎などを巡って張り合っている。
2003年（平成15年）度には、第1期が末期を迎えるにつれ登場頻度が飛躍的に増えた。
ぬけないくん
声 - 瀧本富士子
10月10日生まれのてんびん座。ハムスター用トンネルから体が抜けなくなってしまった。かくれんぼが得意な男の子。一人称は「ボク」。動く時は「ゴロゴロ〜」と口で言いながら身を隠しながらトンネルを転がして移動するのが癖。かぶるくんと特に仲がいいが、以前はさながら犬猿の仲であった。大家族らしい。
メカじろう
声 - 間宮くるみほか
ロコちゃんのおじいちゃんに作られたロボット。ハムちゃんずにはロボットではなく、少し変わったハムスターだと思われている。相手の言葉をオウム返しにしゃべる。ロボットのため、バッテリーがなくなると動かなくなってしまう（オイル式バッテリーを搭載しているらしい）。登場するたびに改造で新機能が追加されており、第115話と第241話では飛行シーンを披露（特に第241話ではヘリコプターのプロペラが展開されていた）、第291話では両腕にスコップを搭載し地面を掘ることも可能になった。第150話では全国ロボハムコンテストに出場、第162話では肝試しの手伝いもしている。
ニンハムくん
声 - 神代知衣
2月2日生まれのみずがめ座。イガイガの里に住んでおり、見習い忍者をやっている男の子。忍法があまり上手でなく、おっちょこちょい。モチモチ三太夫に師事している。一人称は「拙者」で、語尾に「でごじゃる」と付けるのが口癖。
ハナちゃん
声 - 山田花子
3月10日生まれのうお座。まいどくんの幼馴染の女の子。声優を務めた山田花子がモデル。
コックさん
声 - 関俊彦
5月9日生まれのおうし座。世界中の料理を学んだ名シェフ。十匹の子供がいる。
ナースちゃん
声 - 寺田はるひ（現・七緒はるひ）
9月9日生まれのおとめ座。ライオン先生の下で患者の看護をしている。一人称は「私」。とても優しく仕事熱心だが、少しあわてんぼうで恋愛に疎い。
トラハムくんのことは「友達」としては好意は持っている模様。原作絵本「ハムちゃんずでございまちゅ」とアニメ、ゲームではデザインが異なり、原作ではナースキャップは被っていない。
エンジェルちゃん
声 - 甲斐田裕子
夢の国の住人。天使の格好をしている女の子。現れる時はいつも「らぶらぶらぶりん らぶりんりん！」と唱える。困っている者に幸せを届けるのが彼女の役目だが、デビハムくんに毎回ジャマされる。
初登場時は夢の中のキャラクターだったが、第2期第3シーズンにはラズリーちゃんの魔法の力で実際に会うことができた。しかしハムちゃんずが住んでいる世界とは別の次元に住んでいるため、すいーちゅぱらだいすがなくなってからは登場できなくなった。
ゲームにて先行登場。
デビハムくん
声 - 山本圭子
夢の国の住人。悪魔の格好をしている。「デビ」が口癖。
みんなを不幸にしようとして様々ないたずらをする。人間たちを悪魔にしようと人間界の地上へ飛び出してしまうが、すいーちゅぱらだいすの源である魔法の宝石の力により阻止される。その宝石の力が失われたためにすいーちゅぱらだいすがなくなってしまった。
ゲームにて先行登場。
ポニーテールちゃん
声 - 千葉千恵巳
編み物教室の先生に飼われている。編み物がとても得意な女の子。ちび丸ちゃんより小柄で毛糸玉にのって移動する。カメハムくんと公認カップルとして扱われているが、アニメでは第186話以外あまり絡みがなかった。「あみあみ」が口癖。なお、ハム太郎のことを「ちゃん」付けで呼ぶ。
ウキハムくん
声 - 釘宮理恵
猿に似ている男の子。言葉も猿のような言葉しか話すことができない。たいほくんとは親友同士で鬼ごっこの逃げる役。
たいほくん
声 - 水田わさび
警察官のような格好をしている。ウキハムくんとは親友同士で鬼ごっこの鬼役。「負けることがこの世の終わりである」と考えるほど負けず嫌いだが、泣き虫であり、追いかけている相手を逃がすとすぐに大泣きしてしまう。
カメハムくん
声 - 上田祐司（現・うえだゆうじ）
亀の甲羅のようなものを背負っている。普通のハムスターと違い、水に強く泳ぎが得意。しかし寒いのは苦手。
ちびちゃんず
まだ幼い3人兄弟。とてもいたずら好きで、いつもハムちゃんずが面倒を見る破目になる。「ちび」が口癖。
ちびちゃんずA
声 - 比嘉久美子（第143話）、根本圭子（第184話）
ちびちゃんずB
声 - 栗林泰子（第143話）、石原絵理子（第184話）
ちびちゃんずC
声 - 仲西環（第143話）、白倉麻（第184話）
トマトくん
声 - 釘宮理恵
ツリーハウスに住み、菜園を作ってくらしている。一人称は「オラ」。ナッスーくんとは親友同士。「だな」が口癖で、昔話の村人口調のような喋り方をする。
ナッスーくん
声 - 黒田弥生
ツリーハウスに住み、菜園を作ってくらしている。トマトくんとは親友同士。「だなっすー」が口癖。
ちびくりちゃん
声 - 比嘉久美子
ツリーハウスに住み、トマトくんとナッスーくんの妹分に当たる。やんちゃでわがままでな女の子。一人称は「あたし」。顔が栗に似ているが、本人はそう言われるのを嫌がる。まだ幼いが小さく見られるのを嫌い、事あるごとに自分を大きく見せようとする発言をする。怒ると手が付けられないほど恐いらしい。
ちび丸ちゃんと仲が良く、マフラーちゃん同様、ちび丸ちゃんの言葉を理解することができる。また、ちび丸ちゃんのことは「おチビ」と呼んでいる。語尾に「くり」と付けるのが口癖。
学年誌のハムスター募集企画にて読者が考えたキャラクターである。
ゲーム『とっとこハム太郎4 にじいろ大行進でちゅ』ではアニメと設定が異なりちび丸ちゃんと面識はなく、ドングリくんと仲が良い。また自分が栗に似ていることを認めており、語尾に「くり」とは付かず、女の子らしい口調で話す。
ポテトくん
声 - 山口隆行
ひまわりバーガーショップを経営しており、ハンバーガー作りの腕は一流。ガールフレンドのシェイクちゃんに憧れている。優柔不断で少し弱気な所がある。
シェイクちゃん
声 - 下屋則子
お金持ちに飼われている、とても大事にされている箱入りのお嬢様。金髪縦ロールで後頭部に大きな赤いリボンを結んでいる。ポテトくんとカップル。
ひまわりちゃん
声 - 小林由美子
あたり一面ひまわり畑に囲まれた家に住んでいる。夏とひまわりが大好きで、「ひまわりの国に行ってみたい」と願っている。
おしゃれちゃん
声 - 大谷育江、松井菜桜子（第289話）
リボンちゃんがフランスに住んでいた頃の友人。とてもおしゃれ好き。外国人なまりの喋り方をするが、歌舞伎や富士山など様々な日本の文化に興味を持っている。タイショーくんにサムライのように危ない所を助けられ、このことがキッカケで2匹はとても良い関係になっていたが、実は恋人のピエールがいた（第235話の終りの方でピエールの写真が映し出された）。だが、第289話にてハム太郎を巡るライバルのポジションになっている（ピエールと別れたため、ピエールに似ているハム太郎を好きになった）。「でしゅわ」が口癖。
みみよりくん
声 - 朴璐美
すいーちゅぱらだいすの鍋から通じていた別世界の、とある国の王子。慌てんぼうで方向音痴だが、心は優しい。きのこちゃんと婚約している（最後には結婚した）。
きのこちゃん
声 - 新井里美
すいーちゅぱらだいすの鍋から通じていた別世界の、とある国の王女。みみよりくんと婚約している。
ちびくりちゃん同様、学年誌のハムスター募集企画にて読者が考えたキャラクターである。
ひまわり王国の王様
声 - 緒方賢一
ひまわり姫のお父さん。すいーちゅぱらだいすからハムハムトレインで行くことができる、ひまわり王国の国王。ハムハムトレインに鏡を忘れたことがあり、その鏡の中にはひまわり姫の生い立ちが刻み込まれている。とても娘思い。
ひまわり姫
声 - 雪野五月
すいーちゅぱらだいすからハムハムトレインで行くことができる、ひまわり王国の王女。怪獣と戦うのが夢で素手による格闘が得意技という、とてもおてんばな女の子。だがお父さん想いな一面も持っている。
花丸
声 - 鈴木琢磨
すいーちゅぱらだいすからハムハムトレインで行くことができる、ひまわり王国のひまわり姫に仕えるお付き（執事）の一人。ひまわり姫のおてんばぶりにいつも困らされている。
くろハムくん
声 - 亀井芳子
すいーちゅぱらだいすからハムハムトレインで行くことができる、ひまわり王国の住人の一人。真っ黒な体色に傘をいつも持っていて、頭の上にはなぜかいつも雲が浮かんでいる。ひまわり王国の王様の友人らしい。
ジェラードちゃん
声 - 石毛佐和
ジェラードアイス屋のハムスター。自称ペローン星のプリンセス。常に大きなスプーンを持っている。一人称は「私」で、語尾に「ぺろ」と付けるのが口癖。
サーファーくん
声 - 笹島かほる
サーファーの格好をしている男の子。しかし実はそれは格好をつけるためで泳ぐことができない。実はトラハムくんよりも電波系のナンパキャラである。スポーツカーを所持しているが、実は継ぎ接ぎだらけのポンコツ車だった。初登場回にシェイクちゃんに一目惚れしてしまうが、ポテトくんとの勝負にてアクシデントが発生したのちに彼女を諦める。カメハムくんと実は知り合いで、「カメちゃん」という呼び名までつけている。「なのサー」が口癖。はーいにも登場している。
アイスくん
声 - 竹内順子
紙芝居屋のハムスターの男の子。一人称は「ボク」。ヒーロー役の演出力に長けているが、少し意地っ張りな性格で和解するまでは妹のキャンディーちゃんに役を譲ろうとしなかった。ゲーム『にじいろ大行進でちゅ』で先行登場している。
キャンディーちゃん
声 - 白鳥由里
紙芝居屋のハムスターの女の子。アイスくんの妹で相方。一人称は「キャンディー」。怪獣役ばかりやらされていることに不満を抱いていて、第268話でこのことが兄妹喧嘩に発展してしまった。ゲーム『にじいろ大行進でちゅ』で先行登場している。
もぐるくん
声 - 渡辺久美子
夢掘りハムスター。穴を掘るのが趣味。彼は冒険家で宝石の国、ドラゴンの住処、地球の裏側、月など色々な所を旅をしていたというがこの発言に信憑性はない。知らぬうちに旅の道連れにしたハムちゃんずの夢を叶えている男の子。「夢、掘ってるかい？」が決めゼリフ。
なんでくん
声 - 上田純子
心の中が「なんで」でいっぱいのハムスター。メガネと「？」のマークがプリントされている帽子を着用している。一人称は「ボク」で、関西弁を話す。何かにつけて「なんで？」と聞くはた迷惑なハムスター。ハムハーの木の根元でこっそり暮らしている。なぞなぞが得意。
ゲーム『ナゾナゾQ 雲の上の？城』のキーパーソンともいえる人物。
ペンハムくん
声 - 池田千草
カメハムくん同様、泳ぎが得意なハム。おばあさん思いで、あざらしちゃんを故郷に連れて行く途中でいかだがハムちゃんずと出会った。
あざらしちゃん
声 - 竹口安芸子
ペンハムくんのおばあさん。海育ちのハマっ子で若い頃は泳ぎが得意だったらしく、年老いた今でも海をもう一度見たいと思っている。
シロン
声 - AKIKO
タイショーくんがリボンちゃんの絵を描こうと思ったら、あまりにも似ていなかったためその絵を放り投げ、ラズリーちゃんがタイショーくんに渡した魔法のタネの力で命が吹き込まれたラクガキから誕生した不思議な生物。真っ白な球体の可愛らしい姿をしている。描いた主であるタイショーくんを「パパ」と呼び、真っ白な体という理由で「シロン」と名付けられた。無邪気な性格で気に入らない相手には噛みつく癖がある。所詮ラクガキなので、雨に濡れたり拭いたりすると消えてしまうがクレヨンで塗ると元に戻る。また、魔法の効果時間は二日間であり、二日たつと消滅してしまう。消滅前にクレヨンで塗っても元に戻らない。最後はタイショーくんに抱かれて「パパ、大好き…」と言い残して、完全に消滅してしまうが、その後、タイショーくんが描いたラクガキの絵に戻っており、タイショーくんはその絵を地下ハウスの寝室に飾った。

## ハムスター以外の人物
基本的に人間を始め、ハムスター以外のキャラクターは、全員アニメオリジナルである。ゲームや『は〜い』ではハムスター中心の世界観であり、人間は『ハムハムスポーツ』でロコちゃん、カナちゃん、木村くんのプロフィールカードがある以外は登場しない。原作の『とっとこハム太郎』再始動後は、ロコちゃんなどアニメオリジナルキャラの存在を公式サイトからすべてオミットしている。

### ハムちゃんずの飼い主

#### 春名家
春名 ヒロ子（はるな ヒロこ）
声 - 池澤春菜
アニメ版の人間側の中心人物。ハム太郎の飼い主。小学5年生。12月15日生まれのいて座。愛称は「ロコちゃん」で大抵周囲からはそう呼ばれている。初登場時は白いシャツの上に赤い袖なしパーカーを着ており、青いショートパンツを履いている。髪型は茶色いショートヘアをツインテール状にし、黄色い髪留めで留めている。一人称は「あたし」。住まいは、神奈川県横浜市港南区にあるとされている。
原作の『あいしてるでちゅ』のあいちゃん、『ハムちゃんずでございまちゅ』のあっくん、パイロット版のなつみちゃん（声 - 川澄綾子）に似たポジション。
明るく元気いっぱいで、おてんばなところもあるが心優しい性格の女の子。料理や勉強、絵は苦手だが、その反面運動神経がいい。浮き輪がないと泳げない。父・ユメ太郎の仕事の関係で、大きな都会の町から現在の町（港南区東ヶ丘8-6-4）へ引っ越してきた。
転校初日に優しく接してくれた木村くんにしばらく片想いしていたが、第293話で想いを告げた。また、ロベルトにはお互い反発し合ったり、正論を言われたりすると悔しがったり、素直になれない顔を見せたりするものの、気になっている一面もある。
ハム太郎の言葉は理解していないが、意思疎通はあるようで、ハム太郎がロコちゃんの言葉を理解したり、第19話や劇場版第1作などでハム太郎に呼ばれた気がしたり、夢の中で何度かハム太郎やハムちゃんず達と会話したりしている。ただし、次回予告では普通にハム太郎と掛け合いで会話していた。
毎日寝る前に日記をつけており、書き終わるとハム太郎に「今日はとっても楽しかったね。明日はもっと楽しくなるよね、ハム太郎。」と言葉をかけて就寝する。アニメ版ではすべてのエピソードでこの形式で締めくくられる。
なお、現在の家に引っ越す以前はマンション（芦戸市緑ヶ丘3-1-9 緑マンション）住まいだった。

春名 ヒロミ（はるな ヒロミ）
声 - 佐久間レイ
ロコちゃんのママ。フラワーコーディネーター。怒ると怖いが、優しくしっかり者。料理も得意である。

春名 ユメ太郎（はるな ユメたろう）
声 - 磯部弘
ロコちゃんのパパ。出版社に勤務し、ある雑誌の副編集長として働いている。家族内で唯一の左利き。
気は優しく、ロコちゃんとママに弱い。一度だけ、些細なきっかけでママとケンカをしたことがある。ピーマンが嫌いらしい。また、高所恐怖症という欠点もある。
愛車はフォルクスワーゲン・ゴルフ（1J型ワゴン）。掛けている眼鏡は初めてもらった給料で買ったもの。視力はほぼ悪い。
エアホッケーが趣味だが、勝った試しが一度もない。

どんちゃん
声 - 愛河里花子
春名家の飼い犬。本名は「ブランドン」だが、本名で呼ばれることはなく、もっぱら「どんちゃん」と呼ばれている。
おっとりした性格で、日中はたいてい昼寝している。臆病者で運動も苦手だが、その反面、ロコちゃんやハム太郎たちのピンチを何度も救うなど、勇敢な一面を見せることもあるほか、ハム太郎が見る夢の中では相棒として活躍することが多い。第227話でラズリーちゃんが発明したワンワンクッキーでの一人称は「ぼく」でオスである。

おじいちゃん
声 - 糸博
ロコちゃんの祖父。本名不明。発明家であり、「メカじろう」などの変わったメカを作るのが趣味。

春名 ユメ
声 - 野沢雅子
ロコちゃんの祖母。友達とおそろいのオルゴール付の時計が宝物。

#### 岩田家など
岩田 カナ
声 - 内川藍維
ロコちゃんのとなりの家に住んでいる、こうしくんの飼い主。2月27日生まれ。母譲りの黒褐色の長髪と眼鏡をしている女の子。ロコちゃんより少し背が高い。ロコちゃんを初めとして、周りからは「カナちゃん」と呼ばれている（父親とじゃじゃハムちゃんは呼び捨てである）。初登場時はオレンジの袖のないワンピースに黄色い袖のない上着を着ている。一人称は「あたし」。
転校してきたロコちゃんの最初の友達で、親友でもあるクラスメイト。家族構成は父と母の三人暮らし。
おっとりとしていて、ナイーブな性格。イラストを描くのが得意であり、学力はいい。占いが趣味。マキちゃんの兄に恋心を抱き、慕っている。

カナちゃんのパパ
声 - 伊藤健太郎、宮田幸季（第19話のみ）
本名不明。ただし竹蔵が「大ちゃん」と幼少時のニックネームで呼ぶ（子供時代の写真にも右記の漢字表記で記されていた）。
娘のカナちゃんに溺愛しており、唯一カナちゃんを呼捨てで呼ぶ人物である（なお、ハムスターではじゃじゃハムちゃんが含まれている）。
初期頃はおだやかな性格だったが、徐々に高慢な性格になりロコちゃんの父・ユメ太郎とは、しばしば張り合っている。

カナちゃんのママ
声 - 本田貴子
パパ同様、本名不明。
カナちゃんと同様の眼鏡と髪型をしている。また、カナちゃんがナイーブなのは彼女からの遺伝。
少々運動不足でスキーは上手くない様子。

岩田 モモ
声 - 笹本優子
カナちゃんのはとこで、パンダくんを飼う幼稚園児。好奇心の強い女の子。登場する人間の中で唯一、ハムちゃんずの存在を知っており言葉も理解している人物でもある。一人称は「モモ」「あたし」。
まつお（声 - 愛河里花子）ときくお（声 - 的井香織）という兄と、3月3日生まれの妹・ヒナちゃんがいる。

岩田 竹蔵（いわた たけぞう）
声 - 小杉十郎太
モモちゃんの父親。自営業の建築会社「すまいの工務店」を営む大工。
カナちゃんのパパとはいとこの関係になり、互いに「大ちゃん」「竹ちゃん」と呼ぶ仲。頑固一徹だが涙もろく、妻（声 - 村井かずさ）には少々弱いところも。

ダイスケ
声 - 置鮎龍太郎
カナちゃんの親戚。フラワー牧場で、じゃじゃハムちゃんや動物たちを育てている。

#### 大原家
「はむはむぱらだいちゅ！」編から登場。
大原 マキ
声 - 折笠富美子
ロコちゃんやカナちゃんのクラスに転校してきた活発で男勝りな女の子で、ラピスちゃん・ラズリーちゃんの飼い主。兄のカズヤを「兄貴」と呼ぶ。12月27日生まれ。背はカナちゃんよりも高く髪型は黒いロングサイドポニー。初登場時は紫のパーカーに緑のジャケットを着ている。一人称は「あたし」。
自宅は移動サーカス団で、動物を沢山飼っている。かつて世界を転々とした経験もあり、英語が得意で運動神経もいいが、学力はロコちゃんとほぼ同程度。恋愛には疎く、スケッチなど苦手なことは放り出したりとロコちゃんらと少々価値観がズレている。テレビは見ないため、アイドルの栗原くるみのことは本人と会うまで知らないなど、流行に疎い。

大原 カズヤ
声 - 小尾元政
アニメオリジナルキャラクター。マキちゃんの兄で、カナちゃんの憧れの人でクラスの女の子からも人気がある。ハンググライダーが趣味。マキちゃん曰くニンジンは苦手である模様。

おじいちゃん
声 - 滝口順平
マキちゃんの祖父。本名不明。世界中を旅していたことがあるらしい。
旅路で危険な目に遭っていたラピスちゃんとラズリーちゃんを助け、日本に連れ帰った。ハムちゃんずの存在に気付いている数少ない人物。
ライオン先生の古くからの友人で、先生と同様に動物の気持ちを理解することができる。

クマ次郎
声 - 下山吉光
マキちゃんの飼いグマでラピスちゃんによると赤ちゃんグマ。

#### その他の飼い主の家族
ジュンちゃん
声 - 的井香織
ロコちゃんやカナちゃんのクラスメイトで、マフラーちゃんの飼い主。名字と家族構成は不明。編み物が得意で、身長が高く鼻の上の雀斑が特徴。第188話でバレエを習っていることが判明した。初登場時は赤いTシャツに薄いベージュのショートパンツ、緑の半袖ジャケットを着ている。

キョウコちゃん
声 - 鶴野恭子（現・石村知子）
ロコちゃんやカナちゃんのクラスメイトで、ちび丸ちゃんの飼い主。名字と家族構成は母（声 - 村井かずさ）以外不明で、彼女そっくり。料理が得意で、三つ編みのツインテールの小柄な女の子。ジュンちゃんとは幼馴染で互いの家に行くほど仲がいいが、一度些細な出来事でケンカしたこともある。初登場時は赤と白のストライプのTシャツに、カンガルーポケットの付いた青いオーバーオールのスカートを着用。

マリアちゃん
声 - 豊口めぐみ
長い髪と紫のカチューシャが特徴の女の子で、リボンちゃんの飼い主。家族構成は父親と母親（声 - 勝生真沙子）との3人暮らしで、名字は不明。父親は貿易会社の重役で、その仕事の都合でフランスに住んでいた。彼女は裕福な家族の出身ですと大きな屋敷に住み、ピアノが得意。自宅で英才教育を受けていたという。初登場時はネックラインに白いシュシュ状の飾りが付いた、紫の袖なしデコルテワンピースを着ている。年齢はロコちゃんたちより年上で、「さん」付けで呼ばれている。
第55話でロコちゃんと偶然出会い、第58話で交流を深め彼女と完全に親友になった。以降はカナちゃんやジュンちゃん、キョウコちゃんとも友達である。
リリィ
声 - 大浦冬華
マリアちゃんの飼い犬。好奇心旺盛でハム太郎らを追いかけまわすこともあるが、本人に悪気はない。

浪花 都（なにわ みやこ）
声 - 茂呂田かおる
個人商店「浪花商店」（コンビニだが、もとは酒屋）を経営する粋な女店主。大阪出身でまいどくん同様、関西弁。阪神タイガースの大ファンで、リーグ優勝時には記念セールを開催した。
丈二さんとは学生時代からの付き合いで、恋人同士だったような描写もあり、お互いの店は隣同士である。特技は野球。

浪花 サダ吉（なにわ サダきち）
声 - 芝原チヤコ
まいどくんの飼い主で、坊主頭と八重歯が特徴の都さんの息子。ユメちゃんの同級生でもある。母親同様、阪神タイガースの大ファン。丈二さんを慕っている。

キューちゃん
声 - 下山吉光
都が飼っている九官鳥。「まいど」など関西弁で喋る。

美良野 丈二（みらの じょうじ）
声 - 山路和弘
メガネショップ「ミラノ」を経営する、めがねくんの飼い主。イタリアかぶれで少し気取った人物。また、眼鏡だけでなく時計も預かっているようで、めがねくんがマフラーちゃんにプレゼントする帽子の材料に使ったこともあった。
都さんとは学生時代からの付き合い。愛車はフィアット・パンダ（左ハンドル）。

サエさん・ユウさん
声 - 横手久美子（サエさん）、川島得愛（ユウさん）
かぶるくんの飼い主の夫婦。生活雑貨屋「サエ・ユー」を経営。子どもがいないこともあり、かぶるくんを我が子のように可愛がっている。

ユメちゃん
声 - 川田妙子
のっぽくんの飼い主で、サダ吉くんとは同級生。商店街にある本屋の娘で、お話を作るのが大好き。

ヒカリさん
声 - 加藤優子
女子大生で、トラハムちゃんの飼い主。新体操の選手でもある。

ノリオさん
声 - 檜山修之
ヒカリさんが通うスポーツクラブのインストラクターで、トラハムくんの飼い主。生真面目で誰に対しても礼儀正しい青年。
ヒカリさんに思いを寄せており、トラハムくんを引き取った理由も彼女と仲良くなりたかったためである。トラハムくんとは正反対で、とてもシャイな性格。
彼が掲載されている商品には「のりおさん」とひらがなで書かれているものもある。

### その他の人間
木村 太一（きむら たいち）
声 - 浅川悠
ロコちゃんやカナちゃんのクラスメイト。12月1日生まれ。金持ちのお坊ちゃま風の少年。長身でハンサムなルックス、さらに成績も優秀なことから、学校中の女子から人気を集めている。一人称は「ぼく」。
サッカー部に所属し、さまざまなスポーツが得意だが、タイショーくん同様に船にだけは弱い。ヒーローごっこにこっそり憧れている。ロコちゃんに一目惚れされているほか、くるみちゃんからも好意を持たれており、度々アプローチを受けるもまったく気づいておらず、後期になるにつれ記憶が曖昧な描写がある。
最終回間近で、父親の仕事の都合でロンドンに留学することとなった。

カトリーヌさん
声 - 的井香織
おしゃれちゃんの飼い主で、マリアちゃんの友達。外国人だが、日本語も話せる。

栗原 くるみ（くりはら くるみ）
声 - 西村ちなみ→半場友恵
ロコちゃんよりも年下の小学校3年生で、くるりんちゃんの飼い主。アイドルで世間から人気を集めるが、普段は高飛車な性格。基本一人称は「くるみ（自分の名前）」だが、声優が半場になってからは「あたし」と言うことが多くなった。
イベントの舞台裏で木村くんを誘ってキスをして恋人になろうとしたが、くるりんちゃんが来た拍子に落ちてきた空き缶を踏んでそれから怪獣の着ぐるみに入ってしまって市内を徘徊し、更には木村くんの提案でロコちゃん、カナちゃん、ジュンちゃん、キョウコちゃんが臨時でステージに立って歌を披露するのを家電量販店のテレビを見て悔しがっていた。
木村くんに好意を持っており、ロコちゃんを恋のライバルと見ている。なお、ロコちゃんはくるみちゃんの本性に気づいていないが、彼女のような妹がほしいと語っている。

ロベルト 高城（ロベルト たかしろ）
声 - 松本さち
ロコちゃんやカナちゃんのクラスメイト。3月29日生まれ。ブラジル帰りで、肌の色がやや濃い。赤褐色のツンツン頭がトレードマーク。サッカー部に所属し、木村と並ぶエースストライカー。一人称は「オレ」。
ネズミが嫌いで、ハム太郎のことも当初はネズミ呼ばわりして避けていた。ロコちゃんともウマがあわずに事あるごとにケンカしていたが、最終回に近づくにつれてからかいはするものの、お互いの距離は少しずつ縮まっていった。

サンバ
声 - 佐久間レイ
ロベルトの飼い犬。他人の靴を集めるのが趣味。

ライオン先生
声 - 江原正士
ナースちゃんの飼い主。移動式動物病院「ライオン動物病院」の主治獣医。名医として有名らしい。

山田 一郎（やまだ いちろう）→稲鳥 一郎（いなとり いちろう）
声 - 鈴木千尋
ロコちゃんの通う小学校のクラス・5年3組の担任。常にハイテンションな熱血教師。
後にさくらさんと結婚し、稲鳥家に婿養子に入る。鳥とは相性が悪く、ニワトリやヒヨコが苦手。

稲鳥 サクラ
声 - 折笠富美子
由緒正しい良家・稲鳥家の一人娘。山田先生の奥さん。男勝りの性格で運動神経もよく、動物からもよく懐いている。

稲鳥 大和（いなとり やまと）
声 - 辻香織
山田先生とサクラさんの息子。

稲鳥会長
声 - 川久保潔
サクラさんの父親であり、一郎先生とは義理の親子。ニワトリ嫌いな山田先生とサクラさんの結婚に猛反対していたが、最終的に結婚を認める。

執事
声 - 平野俊隆

稲鳥家の執事。

一条　秀麻呂（いちじょう　ひでまろ）
声 - 高木渉
稲鳥会長にサクラさんの結婚相手候補と決められていた男性だったが、山田先生に「御ニワトリ大会」で敗れる。

山口くん
声 - 的井香織
ロコちゃんのクラスメイト。名前の由来はTOKIOの山口達也。

松岡くん
声 - 飯島美春
サッカー部所属。ロコちゃんのクラスメイトの男子。髪が長いのが特徴。「木村マン」に主演した男子のうちの1人。名前の由来はTOKIOの松岡昌宏。

長瀬くん
声 - 根本圭子
サッカー部所属。ロコちゃんのクラスメイトの男子。名前の由来はTOKIOの長瀬智也。

エジソンくん
声 - 皆川純子
ロコちゃんのおじいちゃんの友達で、発明好きの小学6年生。エジソンというのはあだ名で本名は「江地 学（えじ まなぶ）」。父の都合でアメリカへ引っ越すことになる。
なお、エジソンというのは有名な発明家の名前から来ているが、ハム太郎、リボンちゃん、のっぽくん以外のハムちゃんずは全然知らず「変な名前」だと思っていた。

ミネコちゃん
声 - 川田妙子
ロコちゃんのクラスメイトの少女。カールヘアのツインテールが特徴。子猫を飼っている。

絵美ちゃん
声 - 倖月美和
ひまわりちゃんの飼い主。家はひまわり畑に囲まれており、「ツリーハウス」という展望台もある。

幸夫（ゆきお）
声 - 土田大
絵美ちゃんの父。ひまわりフェスティバルの実行委員を務めたこともある。

佐知子（さわこ）
声 - 菊池いずみ
絵美ちゃんの母。ロコちゃんのママの友達。

武者小路 篤子（むしゃのこうじ あつこ）
声 - 夏樹リオ
シェイクちゃんの飼い主。お金持ちのお嬢様。

ジローさん
声 - 三本政樹
ジェラードアイス屋。ジェラードちゃんの飼い主。

薫先生
声 - 結城比呂（現・優希比呂）
ポニーテールちゃんの飼い主。編み物教室の講師をしている。モデルは「ニット界の貴公子」と言われる広瀬光治。

緑川先生
声 - 後藤哲夫
有名な作家。変わり者でロコちゃんのパパの頼みでないと原稿を書いてくれないらしい。ロコちゃんのパパとは作家と編集者以上の親密な間柄。ちょっとした悪戯が好きらしい。ハムちゃんずからは「みどりの先生」と呼ばれる。

ユウジくん
声 - 谷口和花子
モモちゃんのボーイフレンド。モモちゃん想いでとても頼もしい存在。キョウコちゃんの従弟。

ケンタくん
声 - 根本圭子
ロコちゃんのおじいちゃんの家の近所に住んでいる少年。

ヒトミちゃん
声 - 松岡由貴（初代） / 清水愛（2代目）
ロコちゃんの友達。
ユミコちゃん
声 - ベッキー
ロコちゃんの引っ越す前の友達。苗字は深沢。両親に父・保徳（声 - 坂口候一）と母・喜久枝（声 - 小田木美恵）がいる。

### その他の動物
トン吉
声 - くじら
トンガリくんの旅の相棒の豚。ちび丸ちゃんに好かれていて、本人もちび丸ちゃんが好き。鼻息が凄まじい。普段はのんびりしているが、一度暴走するとトンガリくんにも止められない。

ピヨちゃんず
声 - 間宮くるみ、村井かずさ、佐久間レイ、ほか
稲鳥家で飼われている凶暴な5羽のヒヨコ。名前はゲーム『にじいろ大行進でちゅ』で顔に傷があるのが「タク」、小柄なのが「ツヨ」、太っているのが「ゴロー」であることが判明している。ハムちゃんずを見る度に追いかけ回すが、サクラさんや山田先生には非常に懐いている。
ニワトリトリオ
ロコちゃんが通っている学校で飼われているニワトリで稲鳥家から贈られたもの。気性は荒く、小屋に入ったハム太郎らを追い回すことがある。茶色で眼帯しているのがリーダーのカポネ、灰色で目が大きいのがゴンザレス、真っ白でツリ目がビニー。

フランソワーズ
声 - 菊地祥子
サブさんの恋人でもある鳩。他の鳩とも親しいようで、ハムちゃんずのピンチの時には他の鳩共々助けてくれることも。
なお、一部の話ではトンガリくんが移動用に使用している。

フクスケどん
声 - 下山吉光
ツリーハウスの近くの木の穴に住むフクロウ。ちびくりちゃんいわく「一番目の弟子」。非常に気のいい梟でハムちゃんず達にも極めて友好的。特にちびくりちゃん相手だとかなり無茶な頼みや、眠いはずの昼間でも我慢して頼みを聞いてくれる。
ガールズ
じゃじゃハムちゃんがフラワー牧場で付き従えている、ひよこの女の子5人衆。ハム太郎たちは彼女たちを見て「（あの凶暴な）ピヨちゃんズか」と怯えるが、じゃじゃハムちゃんが彼女たちを説明。よく見ると、ピヨちゃんズほど凶暴ではなくただのおてんばであり、かわいいのですぐ慣れた（ただ一度だけ、じゃじゃハムちゃんと一緒になってハム太郎たちを叩いたことがあった）。

## 劇場版
本記事では劇場版全般に登場するキャラクターのみ記載し、各作品のオリジナルキャラクターは各作品の記事を参照とする。
DJハム
声 - バナナ・アイス
ハムハムランドで活動しているDJ。どこからともなくあらわれラップを披露する。
板前ハム&すっしーず
声 - 小杉十郎太、筒美奈子、下山吉光、加藤木賢志
ひまわりの種が乗った寿司「ひまわり種寿司」を作っている寿司屋のスタッフ。どこにいてもすぐ届けてくれる出前が名物。
ミニハムず
声 -  ミカ（メリカちゃん）、矢口真里（ぐっちゃん）[第1 - 2弾]、辻希美（のんのちゃん）、加護亜依（あい〜んちゃん）、高橋愛（たかはし）[第3弾]
第1 - 3作に登場。ハムハムランドで人気を博しているアイドルユニット。詳しくはミニハムずの項を参照。

## OVA
おとどけくん
声 - 渕崎ゆり子
第1弾に登場。いつも手紙を届けている。一人称は「ぼく」で、語尾に「ち」と付けるのが口癖。第2弾以降にも登場。
ゆきちゃん
声 - 小林優子
第1弾に登場。ハム太郎の母。すでに他界したようで、「とおいところ（天国）にいる」と言われている。
つららちゃん
声 - おみむらまゆこ
第1弾に登場。ゆきちゃんによく似ている。
ビスカスちゃん
声 - 木村亜希子
第2弾に登場。暑さで寝込んでしまったおばあちゃんを宝物を探し出して元気付けようと、物置で見つけた宝の地図を頼りに宝探しをしている。
ビスカスちゃんのおばあちゃん
声 - 花形恵子
第2弾に登場。長老ハム、おハムばあさん達とは古くからの知り合いらしい。
虹の国の女王
声 - 篠原恵美
第3弾に登場。

## ゲーム
ここではゲーム『ナゾナゾQ 雲の上の？城』のみに登場した人物を中心に解説する。
ハテナ姫
声 - ?（CM参照）
未知の超エネルギー「ハテナルギー」によって天空に浮かんだハテナ王国の城に住むお姫様。ナゾQ団に城を占拠され、地上にいるハムちゃんずに救いを求めるため『ナゾナゾ大Q典』という本を託した。
Qちゃん
ハテナ王国に住む妖精。たくさんいる。
ナゾQ団
ハテナ王国を占拠した悪の集団。数名の構成員に3人の幹部、そして団長からなる。気球に乗りハテナ城を目指すハムちゃんずにナゾナゾ勝負を仕掛ける。
『ナゾナゾQ 雲の上の？城』に登場。
にんじんハム
『とっとこハム太郎4 にじいろ大行進でちゅ』で初登場。